# Equidae
Équidés
Famille
Les Équidés (Equidae) forment une famille de mammifères comptant plusieurs dizaines de genres fossiles, et huit espèces sauvages actuelles appartenant à un seul genre, Equus. Les espèces de cette famille sont les chevaux, ânes et zèbres. Les sept espèces sauvages reconnues sont le Cheval de Przewalski (Equus przewalskii), l'Hémione (E. hemionus), le Kiang (E. kiang), l'Âne sauvage (E. africanus), le Zèbre de Burchell (E. quagga), le Zèbre de Grévy (E. grevyi) et le Zèbre de montagne (E. zebra).
Les Équidés appartiennent à l'ordre des Périssodactyles , c'est-à-dire des ongulés ayant un nombre impair de doigts, en l'occurrence un doigt unique protégé par un sabot. Les membres actuels de cette famille sont répartis dans les prairies et savanes du Sud et de l'Est de l'Afrique, dans les zones montagneuses arides ou semi-arides d'Asie, notamment les déserts et terres arbustives xériques, et dans les prairies et steppes de montagne.

## Description

### Morphologie générale des équidés actuels
Les équidés actuels sont tous de grands mammifères, mesurant entre deux et trois mètres de long, et pesant plusieurs centaines de kilogrammes. Ils ont tous une grosse tête, un museau allongé, avec les yeux situés haut et sur les côtés de la tête. Ce positionnement des yeux leur permet de voir au-dessus des hautes herbes pendant qu'ils se nourrissent, ainsi que de diminuer la pression des molaires sur les globes oculaires lors de la mastication. Leur cou est long, portant une crinière de poils généralement hérissés, ou tombants quand ils sont très longs. Leur corps est cylindrique, bien que plus ou moins élancé selon les espèces, et se termine par une longue queue. Les équidés se déplacent sur leurs quatre pattes très allongées, terminées par un unique doigt protégé par un sabot kératinisé.
La morphologie générale des équidés est adaptée à la vie en milieux ouverts et aux grands déplacements sur des surfaces dures et dans des habitats secs. Les pattes des équidés sont robustes et particulièrement adaptées à la course de vitesse, avec l'ulna (ou cubitus) et le radius fusionnés, ainsi que le tibia et la fibula (péroné). Cette stabilité s'accompagne en revanche de plus grandes difficultés à tourner rapidement, et d'un manque général d'habileté. La denture des équidés est adaptée à leur régime alimentaire exclusivement herbivore. Les incisives sont séparées des molaires par un large espace édenté appelé diastème en zoologie, ou « barre » en hippologie. Cet agencement particulier des dents permet aux équidés de découper la végétation à l'avant de la bouche tout en mâchant en même temps avec les molaires, tout en stockant temporairement de la nourriture entre les deux qu'ils manipulent avec dextérité à l'aide de leur langue et de leurs joues. Les équidés ne ruminent pas et leurs aliments fermentent une fois la digestion effectuée. L'absence de rumination les rend moins performants à extraire l'énergie de leurs aliments que les ruminants pour un volume donné, mais les équidés compensent cela par leur digestion plus rapide et par le fait qu'ils peuvent consommer toutes sortes des végétaux, même de mauvaise qualité tant qu'ils sont abondants. Pour ces raisons, ils n'entrent pas en compétition avec les ruminants avec lesquels ils partagent souvent leurs habitats.
| Espèce                                | Longueur tête-corps | Longueur queue | Hauteur au garrot | Poids      |
| ------------------------------------- | ------------------- | -------------- | ----------------- | ---------- |
| Cheval de Przewalski (E. przewalskii) | 220-280 cm          | 99-111 cm      | 120-146 cm        | 200-300 kg |
| Hémione (E. hemionus)                 | 200-250 cm          | 30-49 cm       | 126-130 cm        | 200-260 kg |
| Kiang (E. kiang)                      | 182-214 cm          | 32-45 cm       | 132-142 cm        | 250-400 kg |
| Âne sauvage (E. africanus)            | 195-205 cm          | 40-45 cm       | 115-125 cm        | 270-280 kg |
| Zèbre de Burchell (E. quagga)         | 217-246 cm          | 47-57 cm       | 127-140 cm        | 175-320 kg |
| Zèbre de Grévy (E. grevyi)            | 250-275 cm          | 38-75 cm       | 140-160 cm        | 350-450 kg |
| Zèbre de montagne (E. zebra)          | 210-260 cm          | 40-55 cm       | 115-150 cm        | 240-380 kg |

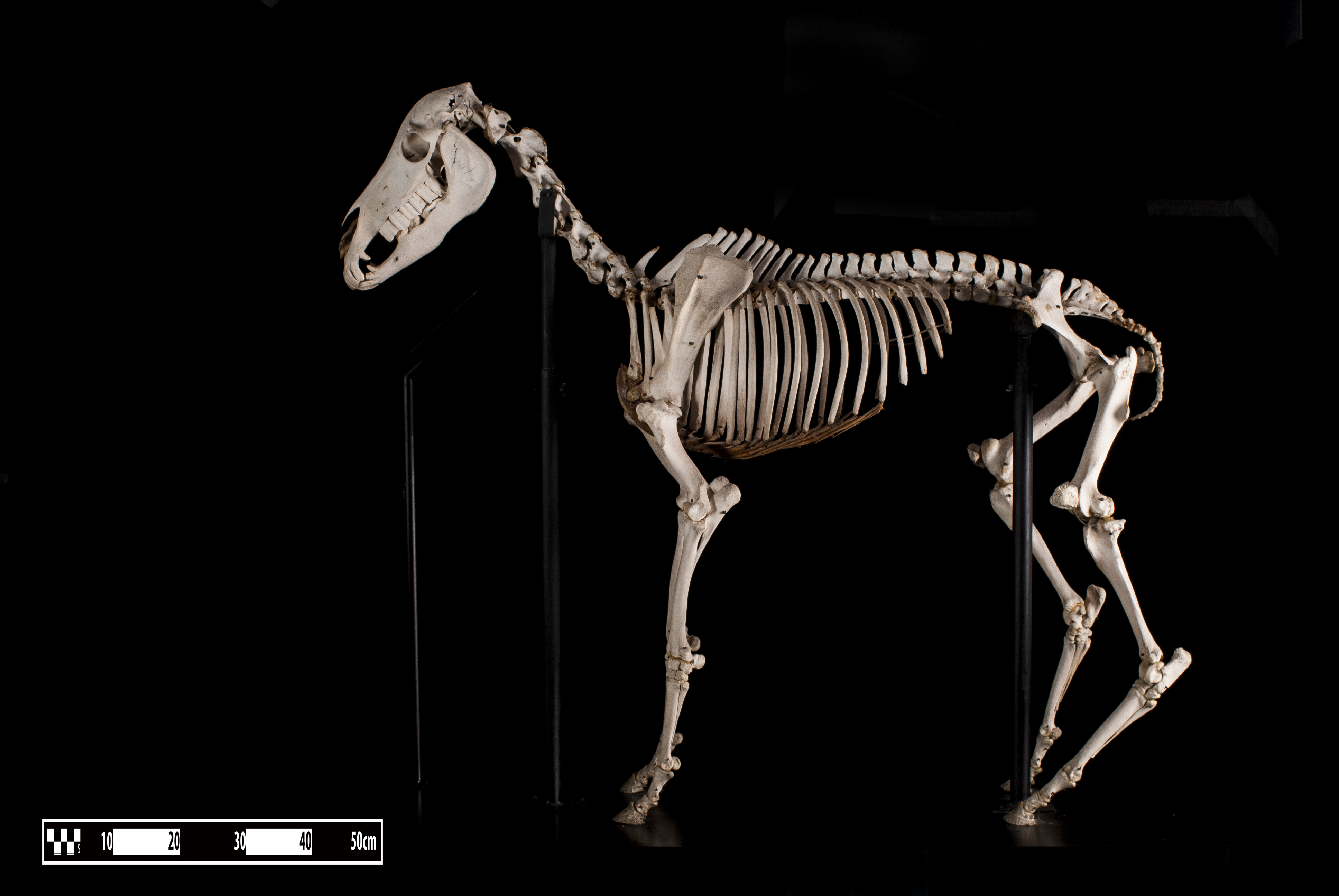
Squelette d'âne domestique au Museum of Veterinary Anatomy.
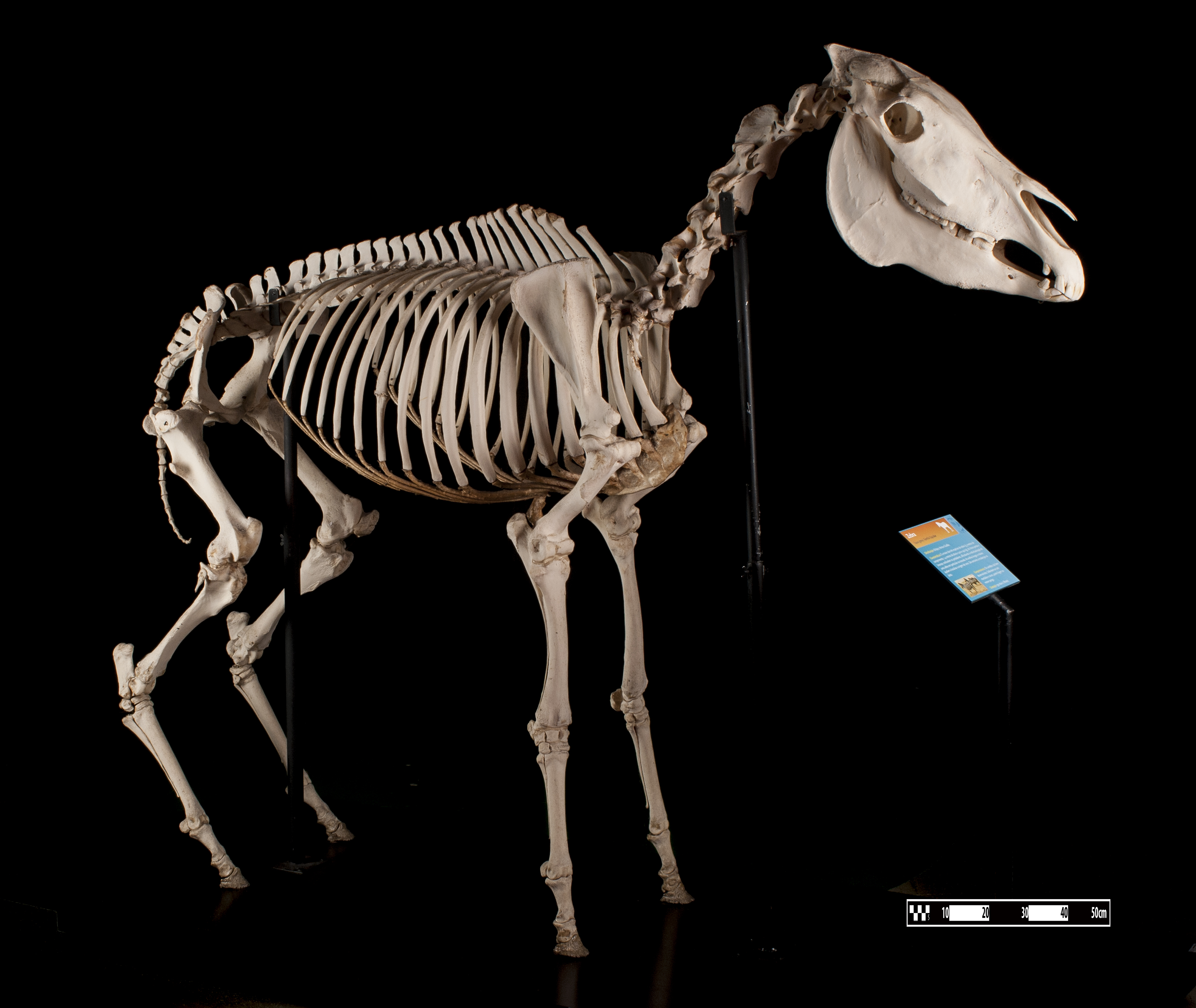
Squelette de zèbre de Grevy au Museum of Veterinary Anatomy.
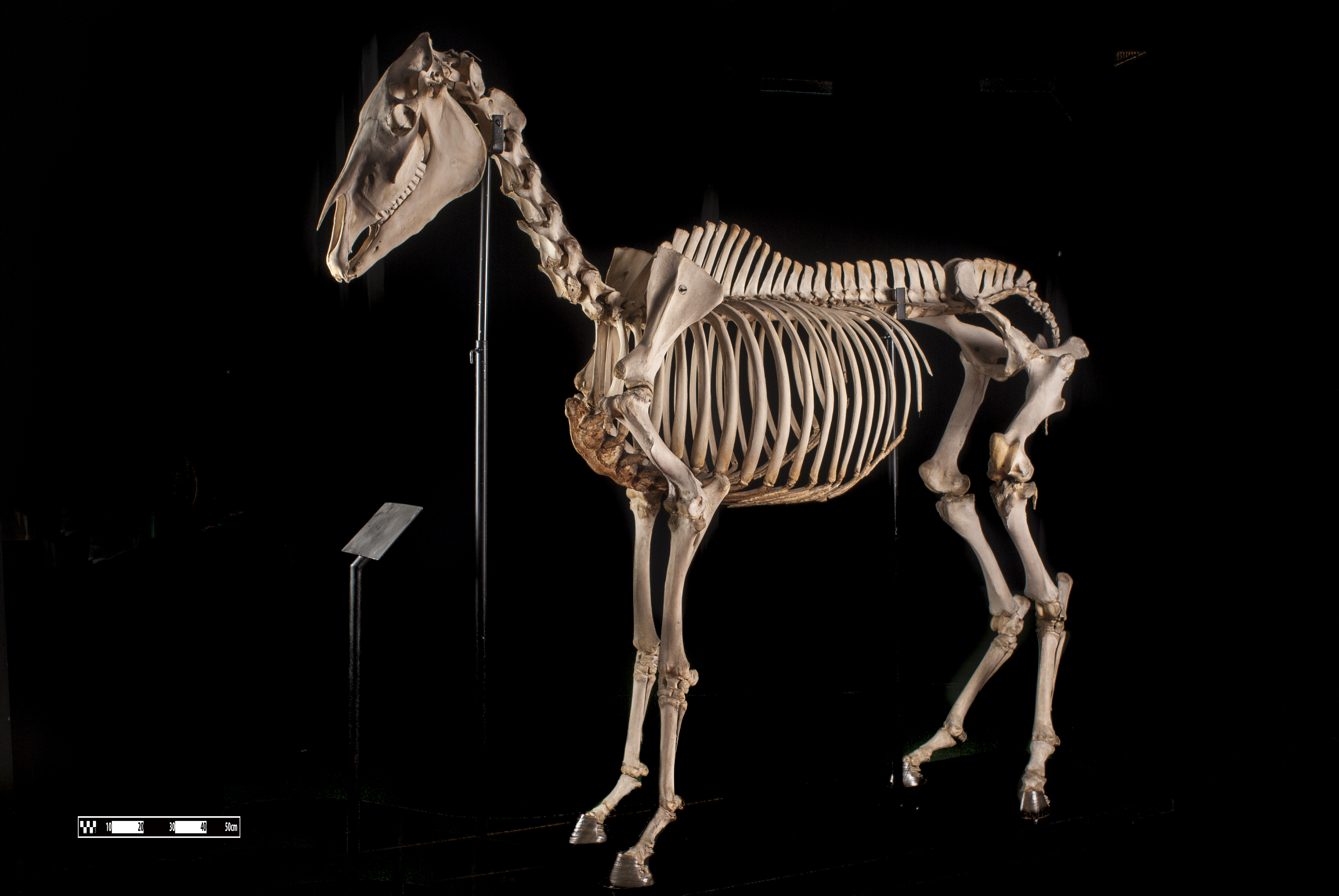
Squelette de cheval domestique au Museum of Veterinary Anatomy.
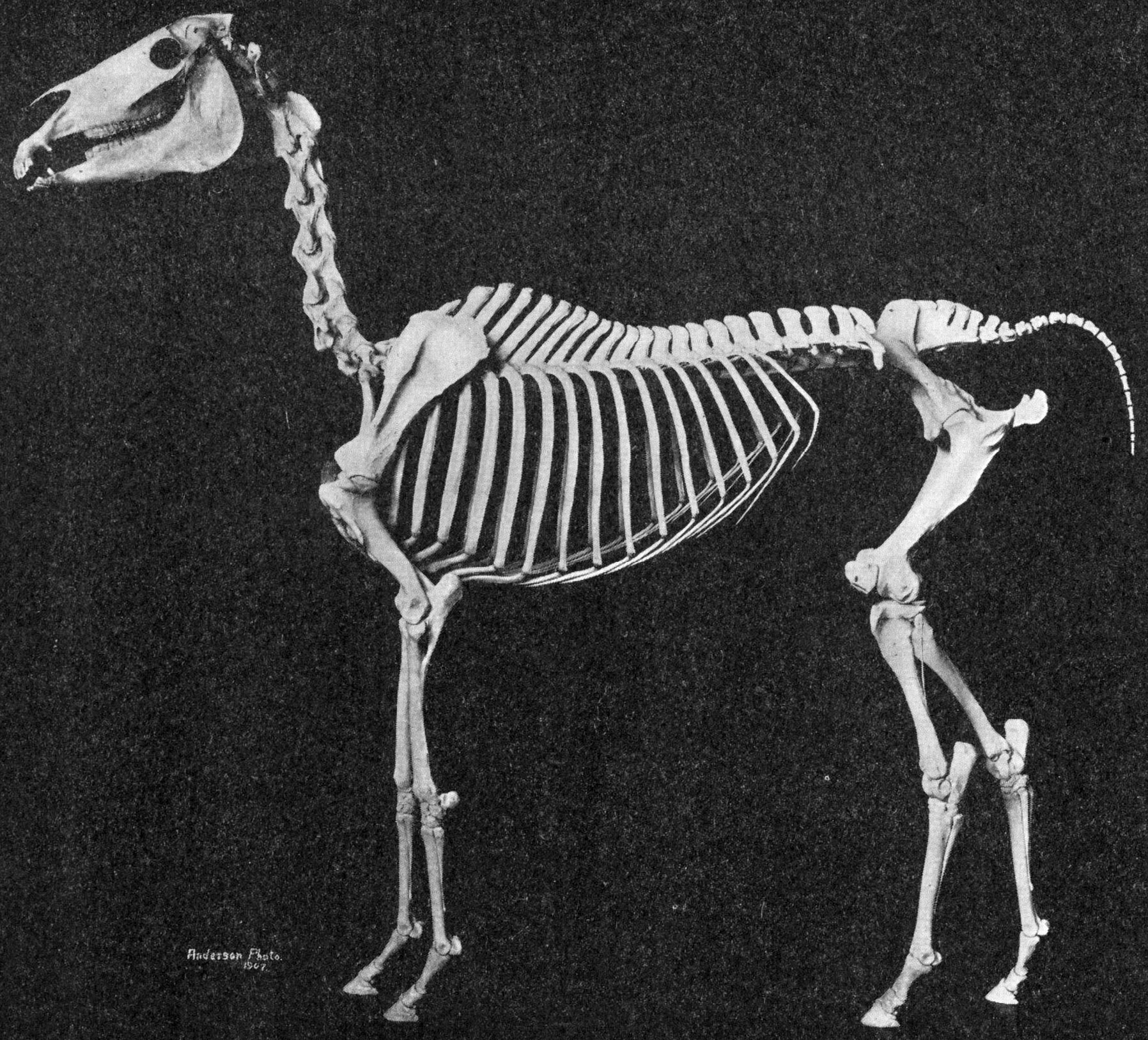
Squelette de cheval domestique de race Arabe
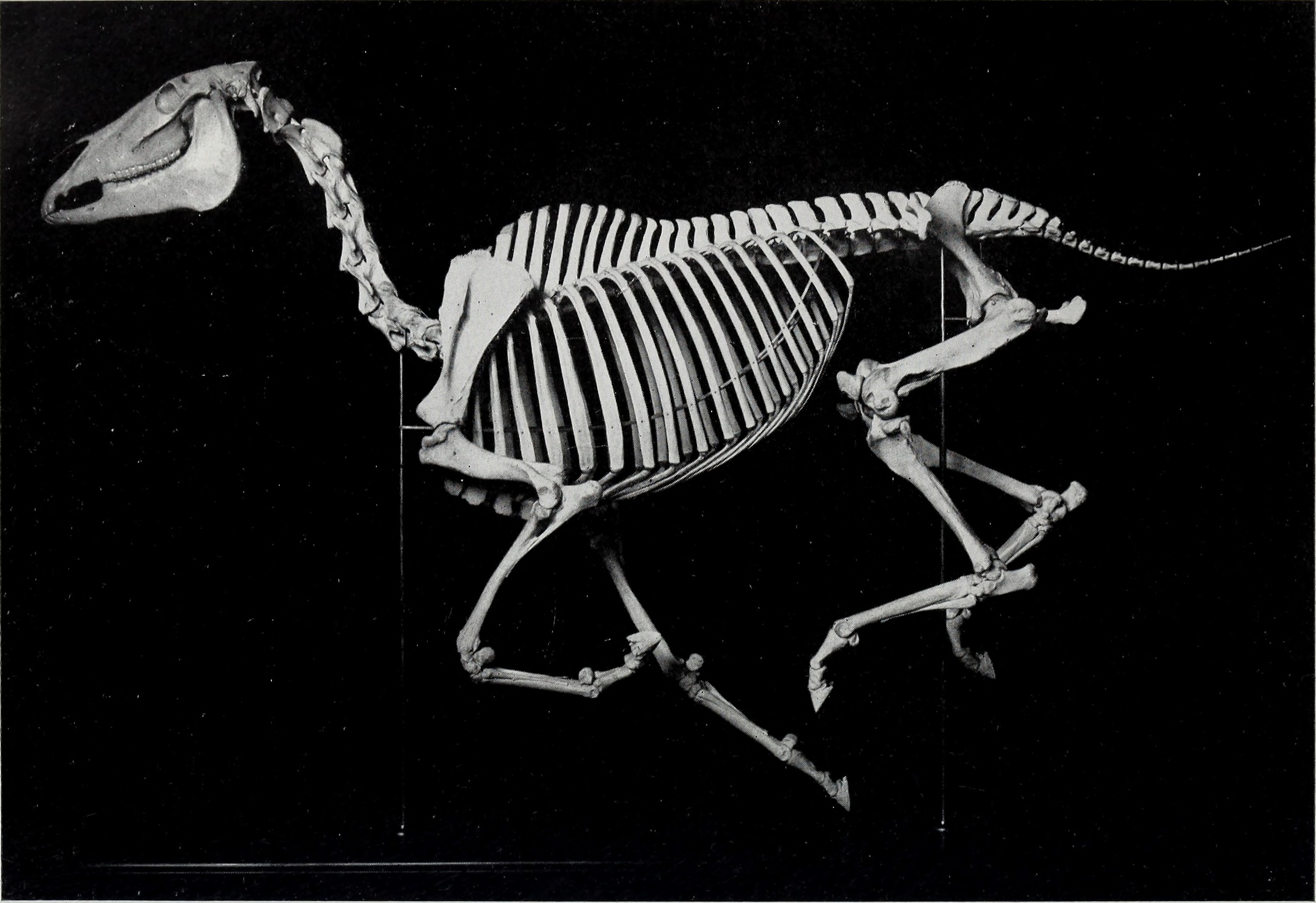
Squelette de cheval domestique au galop

Crâne et denture normale d'un étalon (equus caballus).

Le dimorphisme sexuel est faible chez les équidés, mais les mâles sont en moyenne 10 % plus lourds que les femelles conspécifiques. Les mâles possèdent en outre une canine située sur le diastème séparant les incisives des molaires. Cette canine, ou « crochet », est située à deux ou trois centimètres en arrière de la dernière incisive, et les mâles peuvent l'utiliser pour tenter de sectionner le tendon d'Achille de leurs adversaires lors de combats d'étalons.

### Trois groupes d'espèces actuelles
Les espèces d'équidés actuelles (toutes du genre Equus) se regroupent en trois groupes morphologiques distincts et faciles à distinguer : les chevaux, les ânes et les zèbres. Le premier de ces groupes ne comprend qu'une seule espèce sauvage, le Cheval de Przewalski (E. przewalskii), et une espèce domestique, le Cheval domestique (E. caballus) comptant plusieurs centaines de races différentes. Les chevaux se caractérisent par une queue portant de très longs poils, et par leur importante crinière, tombant sur les côtés du cou chez la plupart des chevaux domestiques. Leur poil aussi est long, spécialement en hiver. Le Cheval de Przewalski a une robe essentiellement beige, avec le bas des pattes sombres ou zébrées, quand le Cheval domestique peut présenter des couleurs de robe et des motifs de coloration des plus divers. Les chevaux sont enfin les seuls — à l'exception de quelques races domestiques — à posséder une « châtaigne » sur leurs quatre membres, quand ces callosités situées sur le côté interne des membres, au-dessus de l'articulation, sont absentes des pattes arrière des ânes et des zèbres.
Les ânes ont le poil court, avec le dos plus sombre que le ventre, et ont des queues courtes portant des touffes de poils. Les ânes asiatiques — l'Hémione (E. hemionus) et le Kiang (E. kiang) — sont les plus grosses espèces, et possèdent une longue raie sombre tout le long du dos formées de poils hérissés. L'Âne sauvage africain (E. africanus), plus petit, possède souvent une fine raie noire perpendiculaire à la crinière sombre, tombant sur les côtés du corps et formant une croix au niveau du garrot. Cette dernière espèce possède également les plus longues oreilles, et les sabots les plus étroits, lui offrant pied assuré mais mal adapté à la course de vitesse. L'Âne domestique (E. asinus), forme domestiquée à partir de cette espèce africaine, lui ressemble fortement mais comprend de nombreuses variations de taille et de robe selon les races. Les ânes domestiques gardent souvent la « raie cruciale » (ou « croix de Saint-André ») formée par la raie dorsale et les scapulaires.
Les zèbres, enfin, sont les équidés les plus distinctifs, avec leur robe composée de rayures noires et blanches. Ils ont des crinières dressées de crins très longs, et les pattes avant plus longues que les pattes arrière. Le Zèbre de Burchell (E. quagga) a de larges bandes qui vont jusque sous le ventre où elles se rejoignent, quand les deux autres espèces — Zèbre de Grévy (E. grevyi) et Zèbre de montagne (E. zebra) — ont le ventre blanc. Le Zèbre de Grévy a les bandes les plus fines, avec une bande blanche portant la bande dorsale noire vers la base de la queue, alors que le Zèbre de montagne a des bandes plus épaisses remontant jusqu'en haut de la cuisse, et présente un motif en « moule à gaufres » sur le bas de son dos.

## Distribution et habitat
La famille des équidés est apparue en Amérique il y a environ 55 millions d'années, où elle a connu l'essentiel de sa radiation évolutive, et ne s'est répandue que tardivement en Eurasie puis en Afrique. Tous les équidés américains ont ensuite disparu à la fin du Miocène, et les chevaux américains actuels (même « sauvages ») sont tous des descendants de chevaux européens.

## Systématique

### Espèces sauvages actuelles
Les espèces sauvages actuelles font toujours l'objet de débats entre auteurs, et le statut d'espèce ou de sous-espèce de certains taxons est toujours discuté. Il existe 6 ou 7 espèces sauvages (selon les auteurs) encore vivantes, généralement très menacées.
Beaucoup de ces espèces ont des sous-espèces, dont certaines ont déjà disparu, et qui sont apparues du fait de la diffusion géographique assez importante de ces animaux.
Chevaux :

Sous-genre Equus :
- Equus ferus przewalskii (Poliakov - 1881)— Cheval de Przewalski (Mongolie)

Ânes (2 ou 3 espèces selon les auteurs) :

Sous-genre Asinus :
- Equus africanus (Fitzinger, 1857) — Âne sauvage d'Afrique (Corne de l'Afrique).
- Equus hemionus (Pallas, 1775) - Hémione ou Onagre (du Moyen-Orient à la Mongolie, et de l'Asie centrale au nord de l'Inde).
- Equus kiang (Moorcroft, 1841) - (Âne sauvage du Tibet) - Très proche de Equus hemionus, et certains auteurs l'en considèrent comme une sous-espèce (qu'on écrit alors Equus hemionus kiang).

Zèbres (3 espèces) :

Sous-genre Dolichohippus
- Equus grevyi (Oustalet, 1882) - Zèbre de Grévy

Sous-genre Hippotigris
- Equus burchellii (Gray, 1824) - Zèbre de Burchell - Peut-être une sous-espèce rattachée à une espèce mère incluant le Quagga (Equus quagga quagga), aujourd'hui disparu. Groves et Bell ont proposé en 2004 le nom de Equus quagga burchellii pour le Zèbre de Burchell, l'espèce Equus quagga regroupant les Zèbres des plaines.
- Equus zebra (Linnaeus, 1758) - Zèbre des montagnes

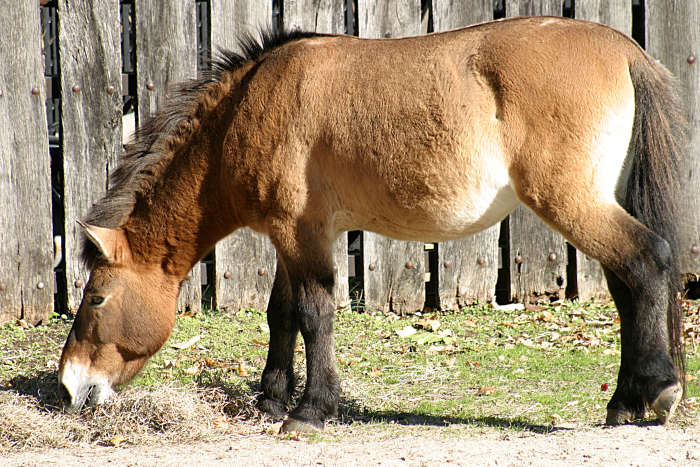
Cheval de Przewalski
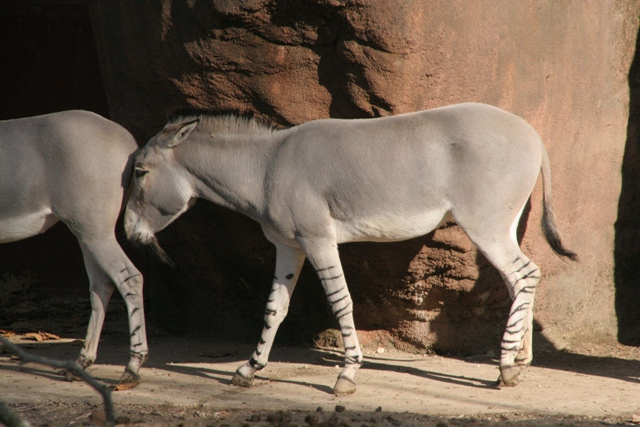
Âne sauvage d'Afrique
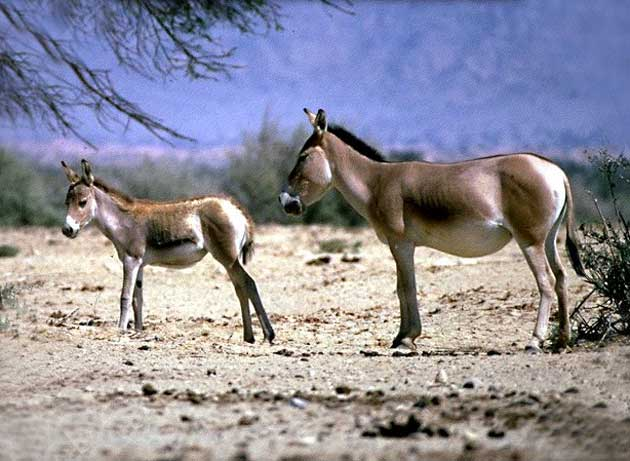
Hémione ou Onagre
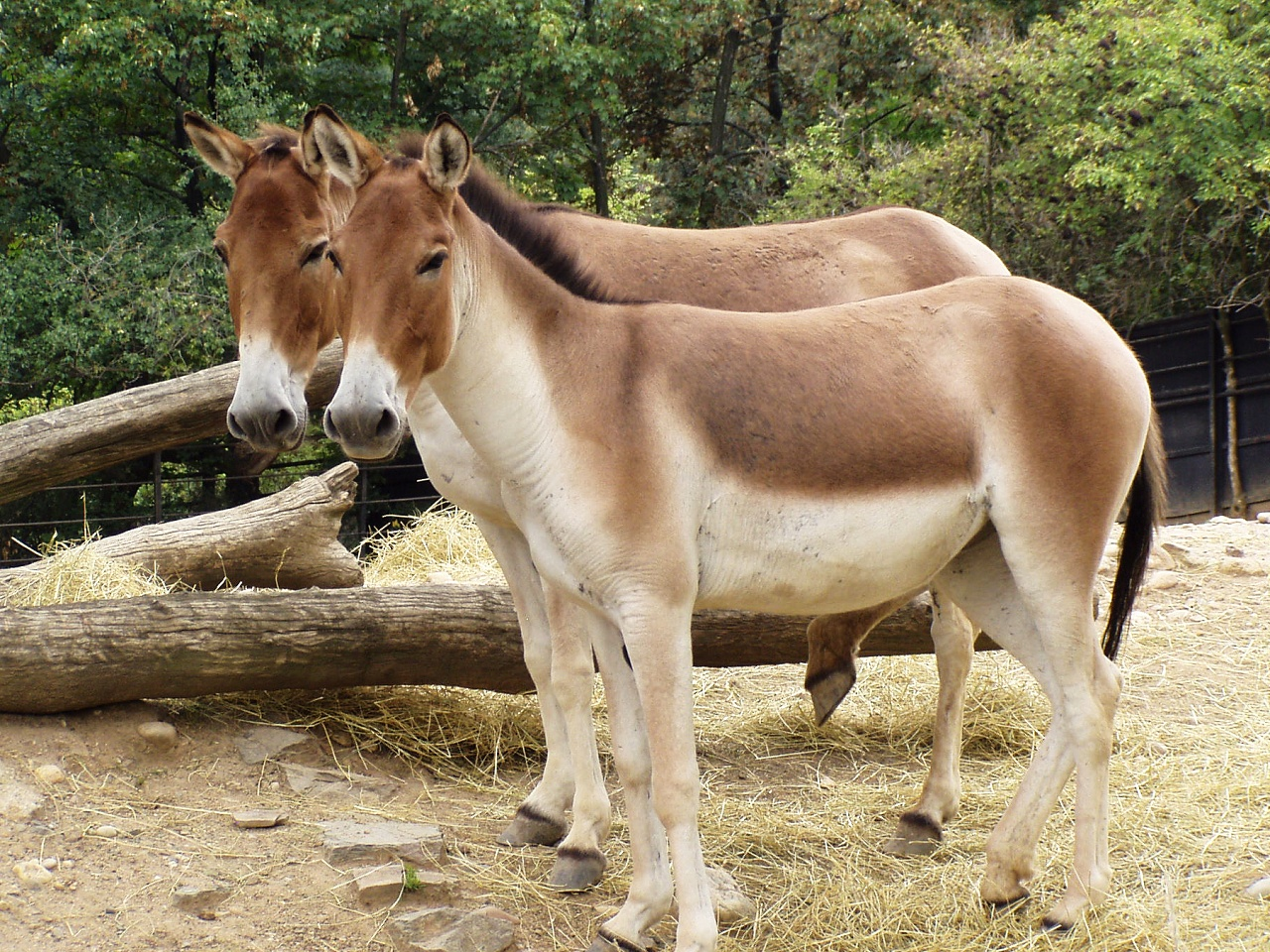
Kiang
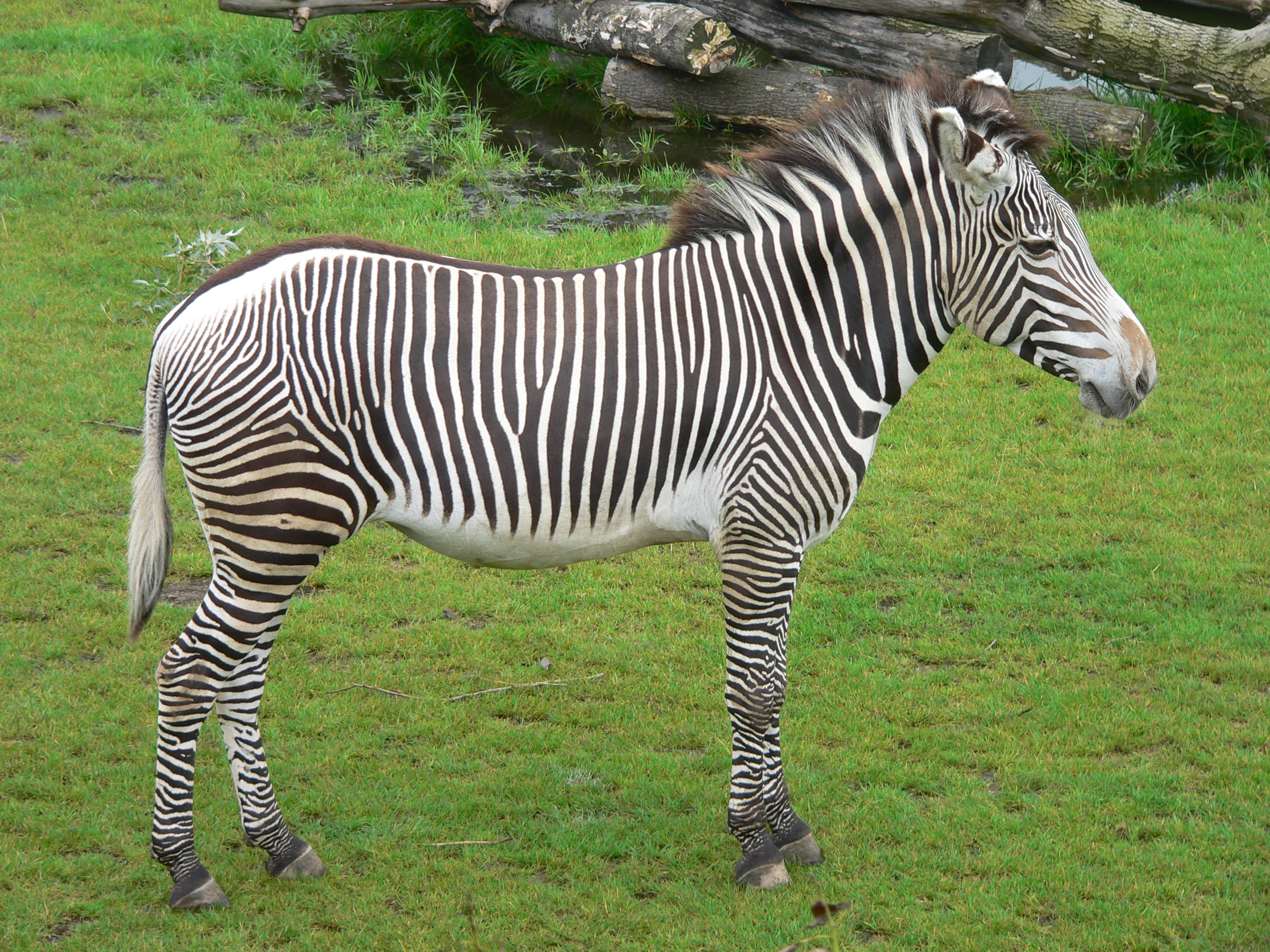
Zèbre de Grévy
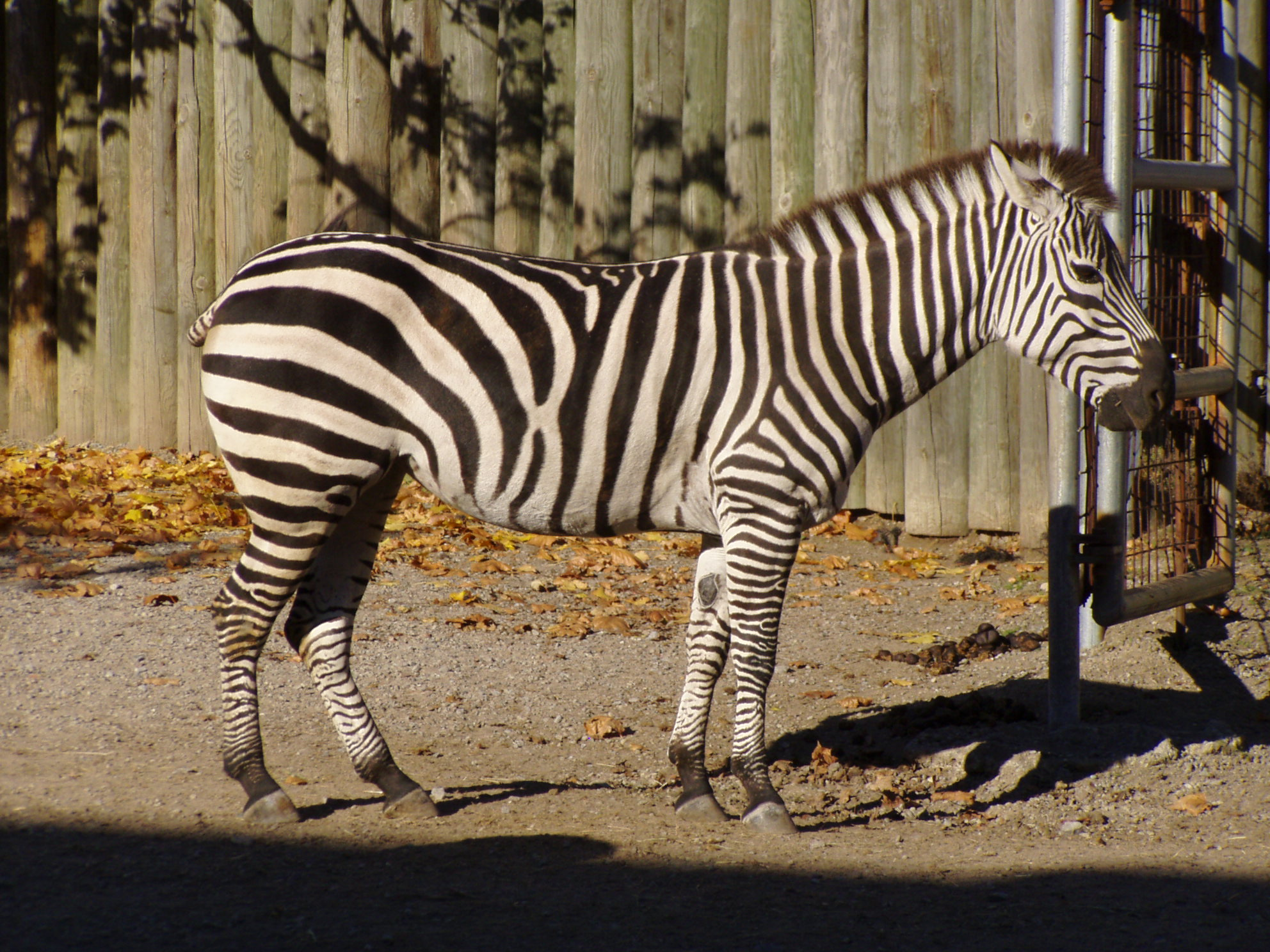
Zèbre de Burchell
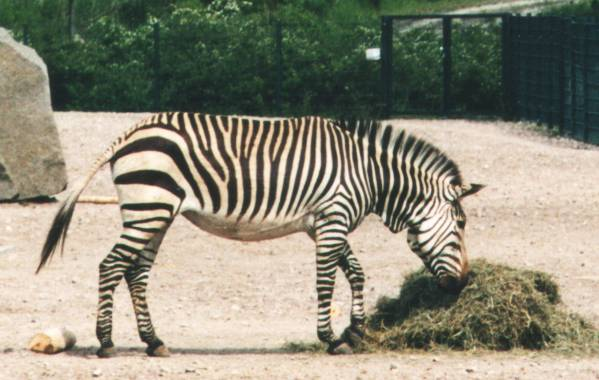
Zèbre des montagnes

### Espèces sauvages disparues

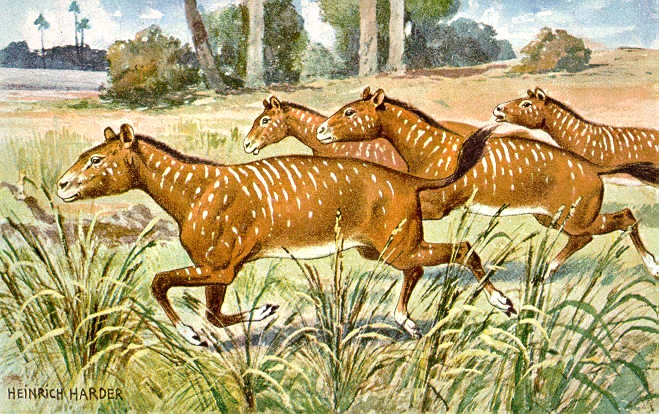
Reconstitution du genre Mesohippus.

Il a existé plusieurs autres espèces d'équidés aujourd'hui disparues, sans doute issues des Hyracotherium ou Eohippus de l'ère secondaire (lesquels ne sont pas eux-mêmes classés au sein de la famille des équidés).
Selon BioLib (21 septembre 2019) :
- genre Acritohippus Kelly, 1995 †
- genre Dinohippus Quinn, 1955 †
- genre Equus Linnaeus, 1758
- genre Eurygnathohippus Van Hoepen, 1930 †
- genre Hipparion de Christol, 1832 †
- genre Hippidion Owen, 1869 †
- genre Hippotherium Kaup, 1833 †
- genre Merychippus Leidy, 1856 †
- genre Mesohippus Marsh, 1875 †
- genre Protorohippus Wortman, 1896 †

Selon Paleobiology Database (21 septembre 2019), les genres suivants sont distingués :
- Acritohippus
- Anchitherium
- Astrohippus
- Boreohippidion
- Calippus
- Calippus
- Cormohipparion
- Dinohippus
- Duchesnehippus
- Eohippus
- Epihippus
- Equus
- Erihippus
- Eurohippus
- Eurygnathohippus
- Gobihippus
- Haplohippus
- Haringtonhippus
- Heteropliohippus
- Hipparion
- Hipphaplus
- Hippidion
- Hippodon
- Hippotherium
- Lophiopus
- Merychippus
- Minippus
- Nannippus
- Neohipparion
- Orohippus
- Parapliohippus
- Plesiohipparion
- Pliohippus
- Pliolophus
- Protohippus
- Protorohippus
- Pseudhipparion
- Scaphohippus
- Sifrhippus
- Sivalhippus
- Stylonus
- Xenicohippus

### Espèces domestiques - statut taxonomique

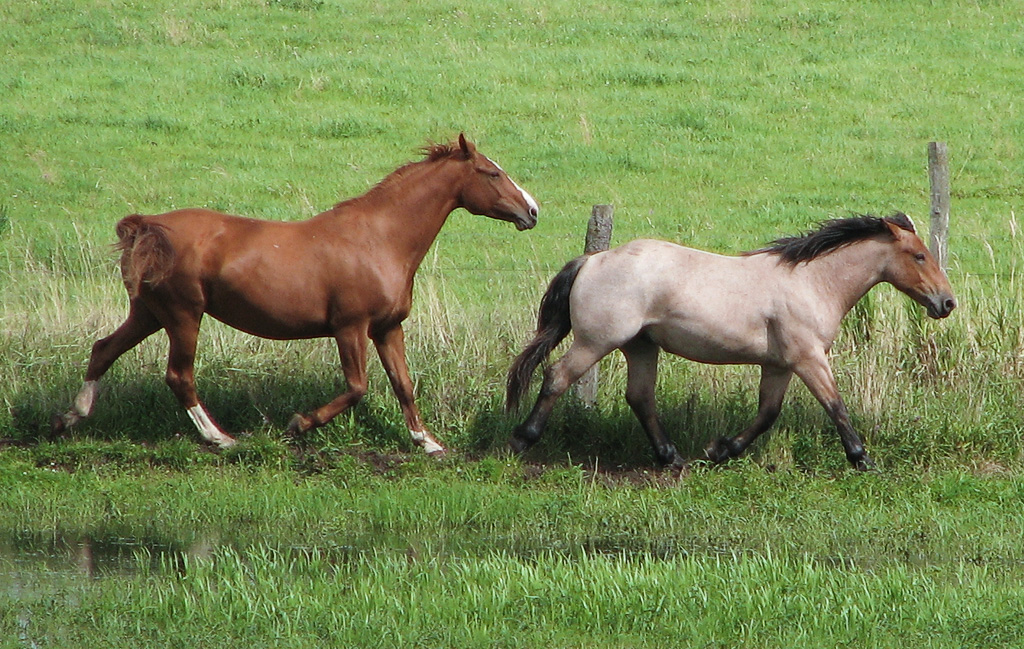
Cheval domestique.

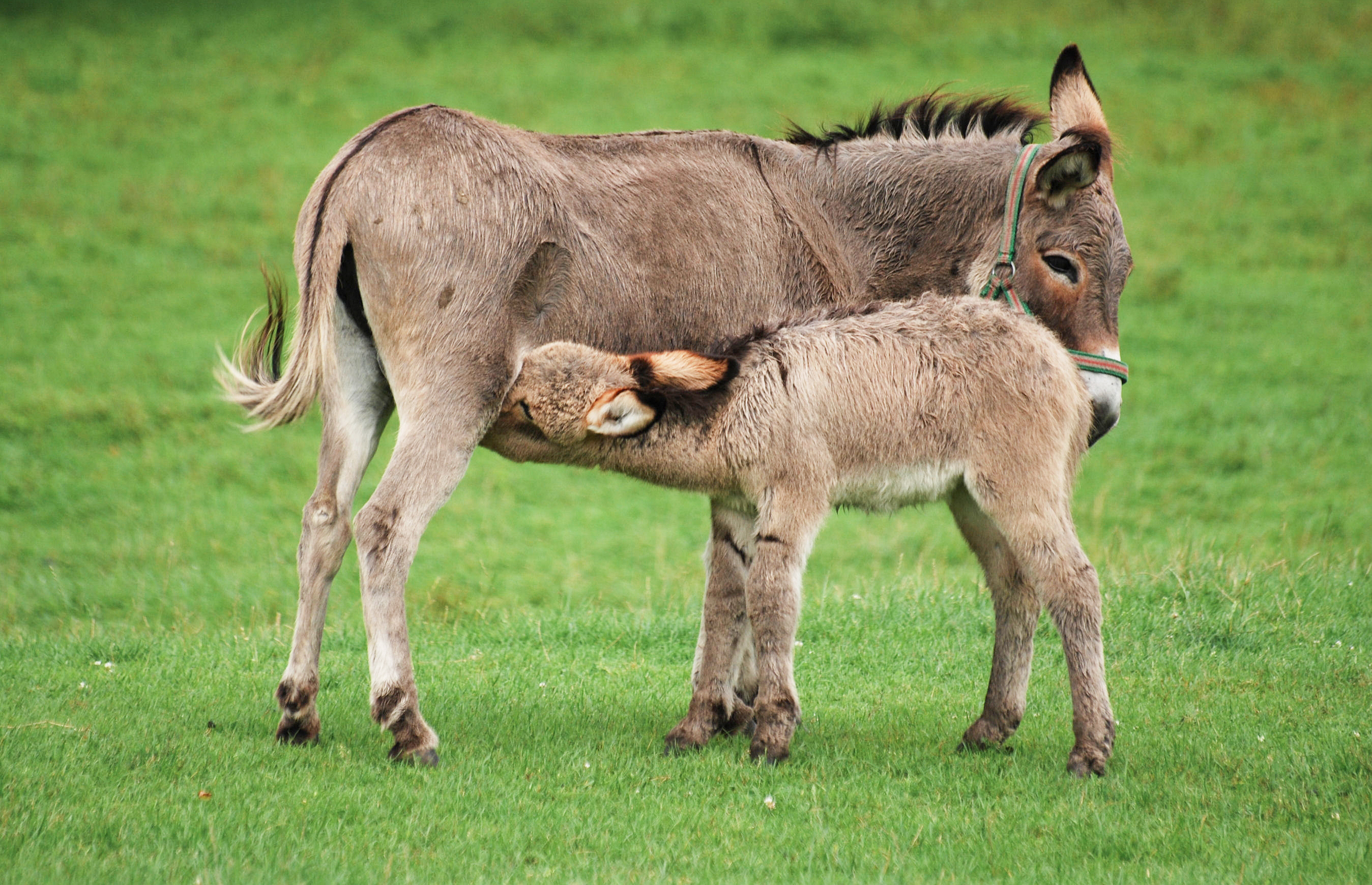
Âne domestique.

Il existe deux espèces domestiques (ou sous-espèces, ou même simplement variétés, selon les auteurs), largement diversifiées à travers des dizaines de races aux tailles et couleurs variées :
- Le cheval domestique (Equus caballus ou Equus ferus caballus) ;
- l'âne domestique (Equus asinus ou Equus africanus asinus).

Le statut taxonomique de ces groupes d'animaux ne fait pas consensus, certains auteurs leur reconnaissant un statut d'espèce à part, d'autres considérant qu'il ne s'agit que de sous-espèces, voire de simples variétés des espèces sauvages originelles.
On a donné aux groupes domestiques les noms scientifiques de Equus caballus (pour le cheval domestique) et de Equus asinus (pour l'âne domestique) en 1758, avant le développement de la biologie évolutive. Avec l'apparition de celle-ci, l'étroite relation entre races domestiques et espèces sauvages a été reconnue. À ce titre, le statut scientifique des « espèces » domestiques a été remis en cause et beaucoup de biologistes ne les considèrent plus désormais que comme des formes domestiquées des espèces sauvages originelles.
En effet, selon Ernst Mayr « une espèce est une communauté reproductive de populations (isolée au plan reproductif d'autres communautés) ». Or, les « espèces » domestiques se croisent avec leur espèce parente quand elles en ont l'occasion. Ainsi, « vu que, du moins en ce qui concerne les races d'animaux domestiques primitives, celles-ci constitueraient, en règle générale, une entité de reproduction avec leur espèce ancestrale, si elles en avaient la possibilité, la classification d'animaux domestiques en tant qu'espèces propres n'est pas acceptable. C'est pourquoi on a essayé de les définir comme sous-espèces ».
On donne alors à la nouvelle sous-espèce le nom de l'espèce d'origine, complété par le nom de sous-espèce (qui reprend l'épithète spécifique).
| Nom commun        | Nom scientifique traditionnel | Nom scientifique révisé |
| ----------------- | ----------------------------- | ----------------------- |
| Chien domestique  | Canis familiaris              | Canis lupus familiaris  |
| Cheval domestique | Equus caballus                | Equus ferus caballus    |
| Âne domestique    | Equus asinus                  | Equus africanus asinus  |

## Bioaccumulation de cadmium
Il semble que les équidés, peut-être en partie du fait de leur mode d'alimentation, sont davantage exposés à bioaccumuler le cadmium, élément chimique de type métal lourd particulièrement toxique, que les autres mammifères. Ils concentrent ce cadmium essentiellement dans leurs reins. De ce fait, plus un animal est vieux, plus il est susceptible d'avoir bioaccumulé du cadmium, dans les reins surtout mais aussi dans le foie, ainsi que du plomb, principalement dans les os. Aussi existe-t-il dans certains pays comme la France une législation spécifique concernant les abats des animaux « tardivement abattus ».
Des études de teneur en cadmium des abats d'équidés (cheval, âne, mulet, baudet..) ont montré une teneur moyenne de 10 µg/g de cadmium (notation « Cd »). La dose journalière tolérable temporaire, ou « DJTT », ayant été réglementée à la valeur maximale de 1 µg kg−1 j−1 en Cd, toute commercialisation d'abats d'équidés tardivement abattus est interdite. Même si ces abats étaient la seule source alimentaire de cadmium pour les humains, cette interdiction serait justifiée car une consommation moyenne hebdomadaire de seulement 100 g d'abats conduirait à exposer le consommateur à 1 000 µg/semaine, soit pour quelqu'un de 60 kg, plus que le doublement de la DJTT, laquelle le limite à une ingestion de Cd inférieure à 60 µg/jour, soit 420 µg/semaine.

## Les équidés et l'homme
Selon l′Encyclopædia Britannica, le cheval est, de tous les animaux, probablement celui qui a le plus marqué l'histoire et les progrès de l'espèce humaine.

### Dans la culture
La culture du cheval est particulièrement importante et diversifiée dans le monde entier, comptant entre autres les différentes déclinaisons de l'équitation western, des pratiques équestres propres à l'espace hispanophone telles que la doma vaquera, de nombreuses unités de police montée, ou encore l'usage de chevaux avec des skis (ski joëring) pour faciliter les déplacements dans la neige.
En français, l'âne a une réputation plutôt péjorative, cet animal personnifiant l'ignorance, la bêtise, la folie, la disgrâce, la débauche, l'hébétude et l'entêtement. Comme le note E. Ernout, le cheval est un animal associé au chef dans l'espace indo-européen, tandis que l'âne est méditerranéen et anatolien, ce qui fait du mot pour le désigner un mot nouveau, introduit dans ces régions. La symbolique négative de l'âne par comparaison au cheval apparaît ainsi dès l'Antiquité, parce qu'il s'agit d'un animal de paysans.